# Чекерс (фільм)
«Чекерс» (англ. Checkers) — американська пригодницька кінокомедія режисера Річарда Стентона 1919 року.

## Сюжет
Едвард Кемпбелл, відомий як Чекерс, спекулянт на іподромі. Повний рішучості змінити себе, він зав'язує з азартними іграми, але він повинен зіграти ще раз, щоб врятувати свою кохану.

## У ролях
- Томас Керріган — Чекерс
- Джин Екер — Перт Барлов
- Еллен Кессіді — Альва Ромен
- Роберт Елліотт — Кендал
- Таммані Янг — Пуш Міллер
- Едвард Седжвік — Піт
- Пеггі Ворф — Сейді Мартін
- Френк Біміш — полковник Воррен